# El Pui
El Pui is een dorpje in de Andorrese parochie La Massana. Het dorp, dat niet het statuut van quart heeft, ligt aan de Riu d'Arinsal net ten noorden van het stadscentrum, waarmee het bijna is vergroeid. 
De Barranc del Llempo en Riu de Serrana monden bij El Pui uit in de Riu d'Arinsal. Bij de Riu d'Arinsal bevindt zich de bron Font Baitar.

## Bezienswaardigheden
- Net ten noordoosten van El Pui ligt de grot Canya dels Moros.

Quarts: Anyós · Arinsal · Erts · L'Aldosa de la Massana · La Massana · Pal · Sispony

Andere kernen: El Pui · Escàs · Mas de Ribafeta · Puiol del Piu · Xixerella